# 美善醫院
美善醫院是加拿大安大略省密西沙加的一所教學醫院，為該市中南部居民提供全科醫護服務，以及中風、心臟及腦神經護理。
該院建於1958年，初名為南皮爾區醫院（South Peel Hospital），後於1980年更為現名。1997年政府授權重組後，該院於1998年4月與多倫多的女皇道全科醫院（Queensway General Hospital）合併為延齡草醫療中心（Trillium Health Centre）。1998至2011年間，該院名稱為密西沙加延齡草醫療中心（Trillium Health Centre Mississauga），中文仍通稱「美善醫院」。2011年12月1日，延齡草醫療中心與祈德醫院合併為延齡草醫療系統，該院恢復原名。

## 科室
- 中風[6]
- 麥考蓮心臟健康中心
- 神經外科
- 內科
- 深切治療
- 外科
- 精神健康
- 山德士上校家庭護理中心
  - 婦產科
  - 兒科
- 診斷成像及放射科
- 糖尿科
- 急症科[7]
- 沙士專科（2003年）[8]
- 手術中心[9]